# Eublemma laphyra
Eublemma laphyra är en fjärilsart som beskrevs av Druce 1890. Eublemma laphyra ingår i släktet Eublemma och familjen nattflyn. Inga underarter finns listade i Catalogue of Life.